# Тревор Лінден
Тревор Джон Лінден (англ. Trevor John Linden; нар. 11 квітня 1970, Медисин-Гет, Альберта, Канада) — канадський хокеїст, центральний нападник.
Виступав за «Медисин-Гет Тайгерс» (ЗХЛ), «Ванкувер Канакс», «Нью-Йорк Айлендерс», «Монреаль Канадієнс», «Вашингтон Кепіталс».
У складі національної збірної Канади учасник зимових Олімпійських ігор 1998, учасник чемпіонатів світу 1991 і 1998, учасник Кубка світу 1996. У складі молодіжної збірної Канади учасник чемпіонату світу 1988.
Срібний призер чемпіонату світу (1991). Фіналіст Кубка світу (1996). Учасник матчу всіх зірок НХЛ (1991, 1992).